# Municipio de Yoder
El municipio de Yoder (en inglés: Yoder Township) es un municipio ubicado en el condado de Reno en el estado estadounidense de Kansas. En el año 2010 tenía una población de 798 habitantes y una densidad poblacional de 8,19 personas por km².

## Geografía
El municipio de Yoder se encuentra ubicado en las coordenadas 37°57′44″N 97°52′28″O / 37.96222, -97.87444. Según la Oficina del Censo de los Estados Unidos, el municipio tiene una superficie total de 97.46 km², de la cual 96,37 km² corresponden a tierra firme y (1,11 %) 1,09 km² es agua.

## Demografía
Según el censo de 2010, había 798 personas residiendo en el municipio de Yoder. La densidad de población era de 8,19 hab./km². De los 798 habitantes, el municipio de Yoder estaba compuesto por el 98,25 % blancos, el 0,13 % eran afroamericanos, el 0,13 % eran amerindios, el 0,13 % eran asiáticos y el 1,38 % eran de una mezcla de razas. Del total de la población el 1,88 % eran hispanos o latinos de cualquier raza.